# Enna nesiotes
Espèce
Enna nesiotes est une espèce d'araignées aranéomorphes de la famille des Trechaleidae.

## Distribution
Cette espèce est endémique du Panama. Elle se rencontre sur l'île Barro Colorado.

## Description
La carapace de la femelle décrite par Silva, Lise et Carico en 2008 mesure 3,50 mm de long sur 3,00 mm de large.

## Publication originale
- Chamberlin, 1925 : Diagnoses of new American Arachnida. Bulletin of the Museum of Comparative Zoology, vol. 67, p. 211-248 (texte intégral).